# Panticapeo
Panticapeo o Panticapea (in greco antico: Παντικάπαιον?, Pantikápaion, "strada del pesce"), fu fondata da coloni greci di Mileto nella seconda metà del VI secolo a.C., edificata sul monte Mitridate nei pressi dell'attuale Kerč'. Fu un'importante città e porto del Regno del Bosforo Cimmerio.

## Storia

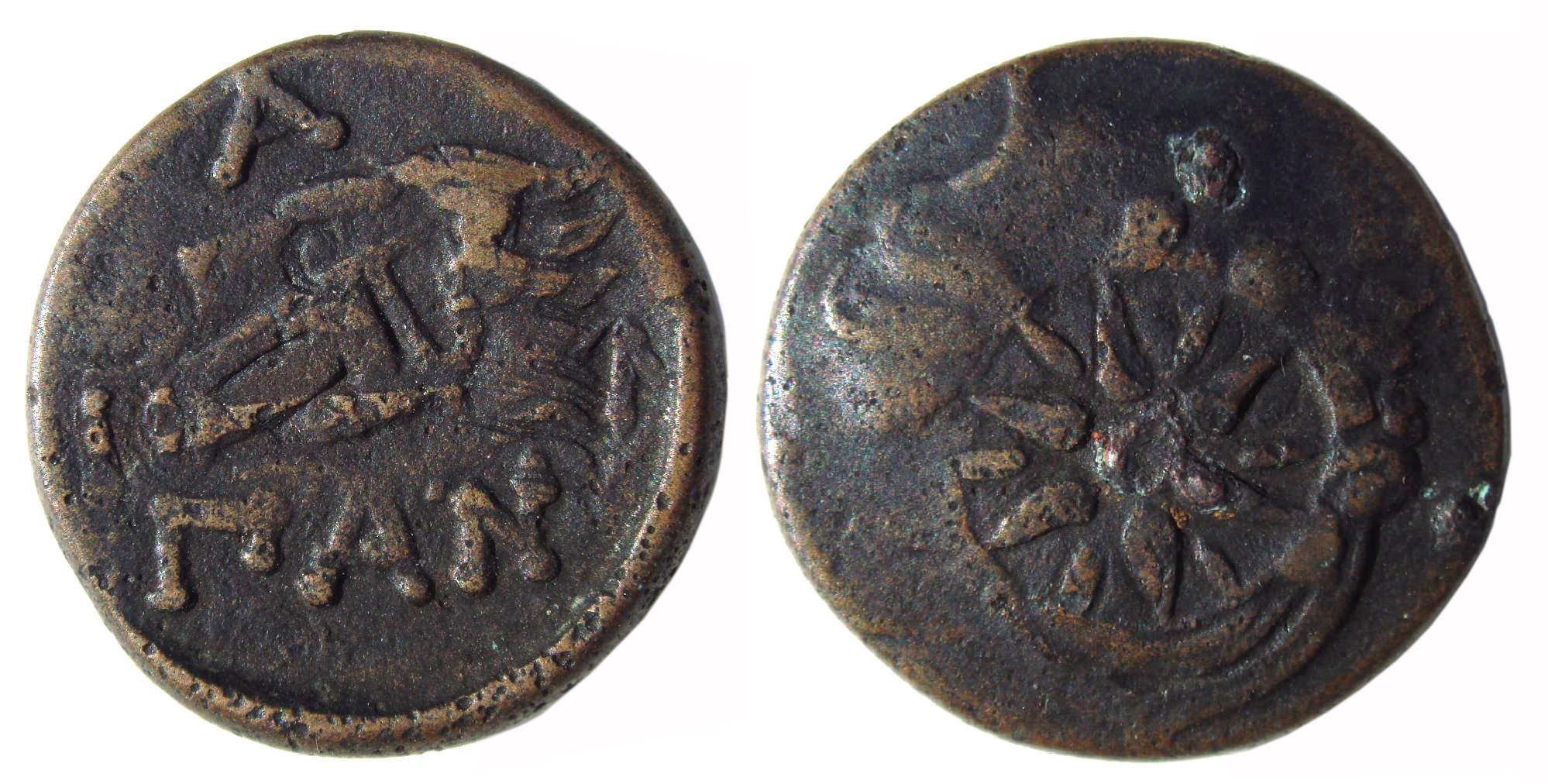
Moneta tracia di Panticapeo del II secolo a.C., con il simbolo del Sole di Vergina e sul retro la scritta PAN.

Nel V e IV secolo a.C., la città divenne la residenza della monarchia del Bosforo e veniva chiamata anche con questo nome. La sua importanza economica, fondata sulle esportazioni di grano, pesce salato e vino, declinò nel due secoli successivi a causa delle invasioni dei Sarmati e la crescente competizione dell'Egitto nella produzione di grano. Infine cadde sotto l'influenza di Mitridate re del Ponto.
Il generale
Diofanto attorno a 110 a.C. venne inviato da Mitridate in missione diplomatica nel Bosforo per convincere il re Perisade V a cedergli il regno. Durante questa visita una insurrezione dei Sciti guidata da Saumaco mise in fuga il generale. Durante questa insurrezione Perisade venne ucciso. Diofanto raccolte forze sufficienti ritornò sulla penisola e sconfisse gli insorti e il Bosforo Cimmerio divenne un regno vassallo del Ponto. Nel 63 a.C. la città venne in parte distrutta da un terremoto. Nel I secolo d.C. la regione subì invasioni ostrogote, più tardi venne incorporata nell'Impero bizantino sotto Giustino I. Gli scavi archeologici hanno portato alla luce importanti reperti in ceramica e metallo. La città aveva monete d'argento fin dal VI secolo a.C. nel I secolo a.C. vi compaiono anche monete d'oro e di bronzo.